# Härholmarna
Härholmarna eller Norra och Södra Härholmen är öar i Åland (Finland). De ligger i Skärgårdshavet och i kommunen Brändö i landskapet Åland, i den sydvästra delen av landet. Öarna ligger omkring 81 kilometer nordöst om Mariehamn och omkring 220 kilometer väster om Helsingfors.
Arean för den av öarna koordinaterna pekar, Norra Härholmen, på är 24,2 hektar och dess största längd är 0,7 kilometer i sydväst-nordöstlig riktning. Ön höjer sig något över 15 meter över havsytan.